# Чуя (приток Катуни)
Чу́я — река в Алтайских горах, правый приток Катуни. Длина — 217 км (с рекой Юстыт — 320 км), площадь водосборного бассейна — 11200 км². Ряд источников считают Юстыт частью Чуи.

## Этимология
«Чуя», от кит. чу/шу/шуй — вода, река. В значении главная река.

## Течение

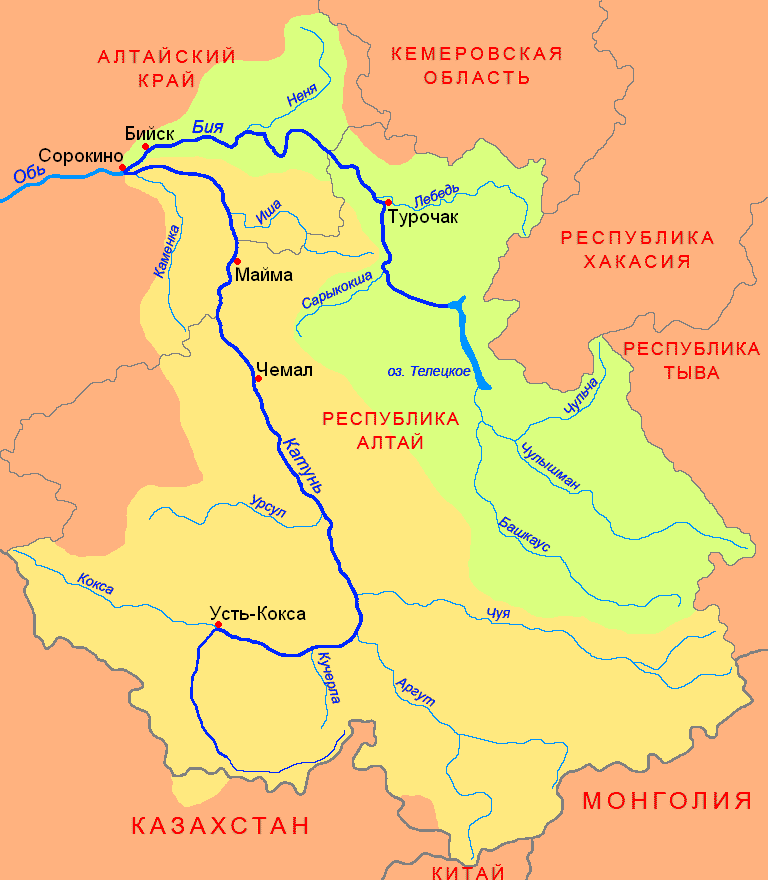
Бассейны Катуни и Бии

Начинается от слияния рек Юстыт и Кызылшин. На высоте около 744 м впадает справа в реку Катунь. Таким образом, Чуя принадлежит бассейну Оби и Карского моря.
Река Чуя протекает по территории трёх районов Республики Алтай — Кош-Агачского, Улаганского и Онгудайского. Вдоль реки проходит федеральная трасса M-52 «Чуйский тракт». На реке Чуя расположены населённые пункты Кош-Агач, Курай и др.

## Соревнования
Ежегодно на реке проводятся различные соревнования по водному туризму. С 1978 года проводились всесоюзные соревнования, а в 1989 году состоялись первые международные соревнования «Чуя-ралли», на которые приехало много команд из ближнего и дальнего зарубежья. Соревнования проходят в нескольких дисциплинах (слалом, параллельный спринт, гонка) в порогах Сумрачный, Буревестник, Бегемот и Слаломный.
Также на реке проводятся соревнования «Мажой-ралли». Соревнования проходят на участке реки Чуя под названием «Мажойский каскад», который включает около 30 порогов, 10 из которых имеют 6 категорию сложности. На эти соревнования допускаются только очень опытные спортсмены.
Объектами спортивного сплава являются также расположенные на Нижней Чуе пороги Турбинный и Турклуб Горизонт.

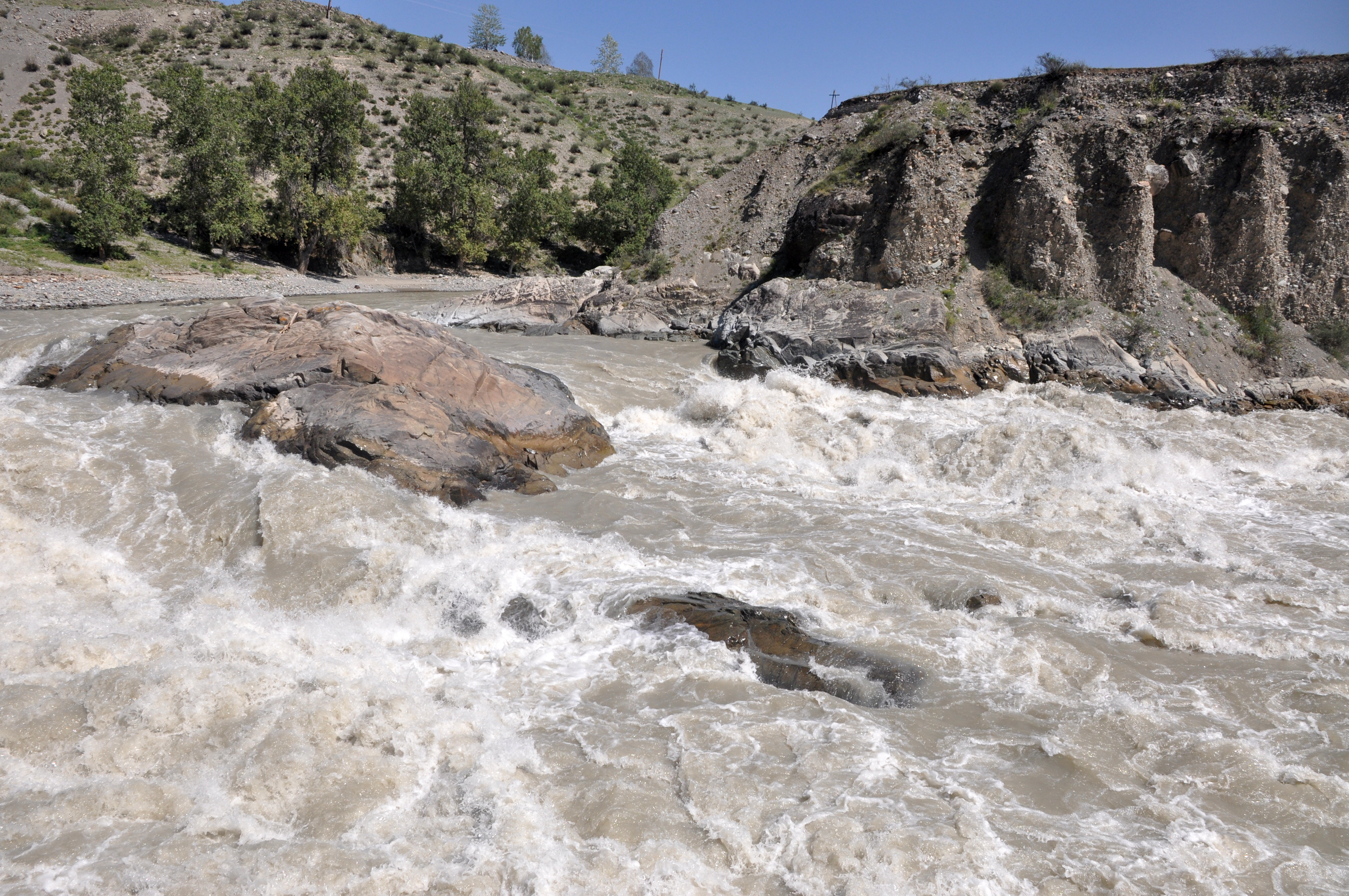
Порог Турбинный
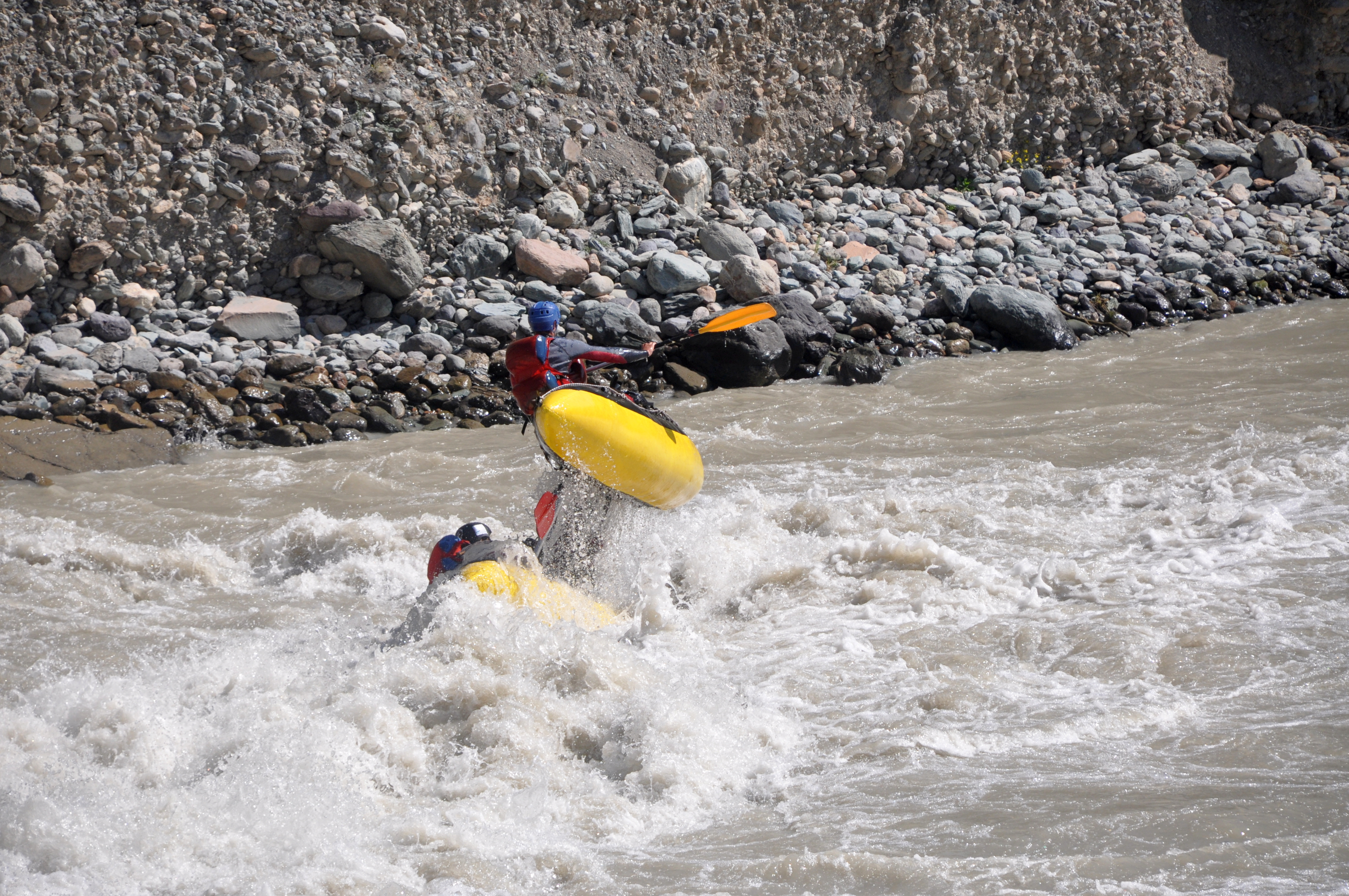
Прохождение Турбины
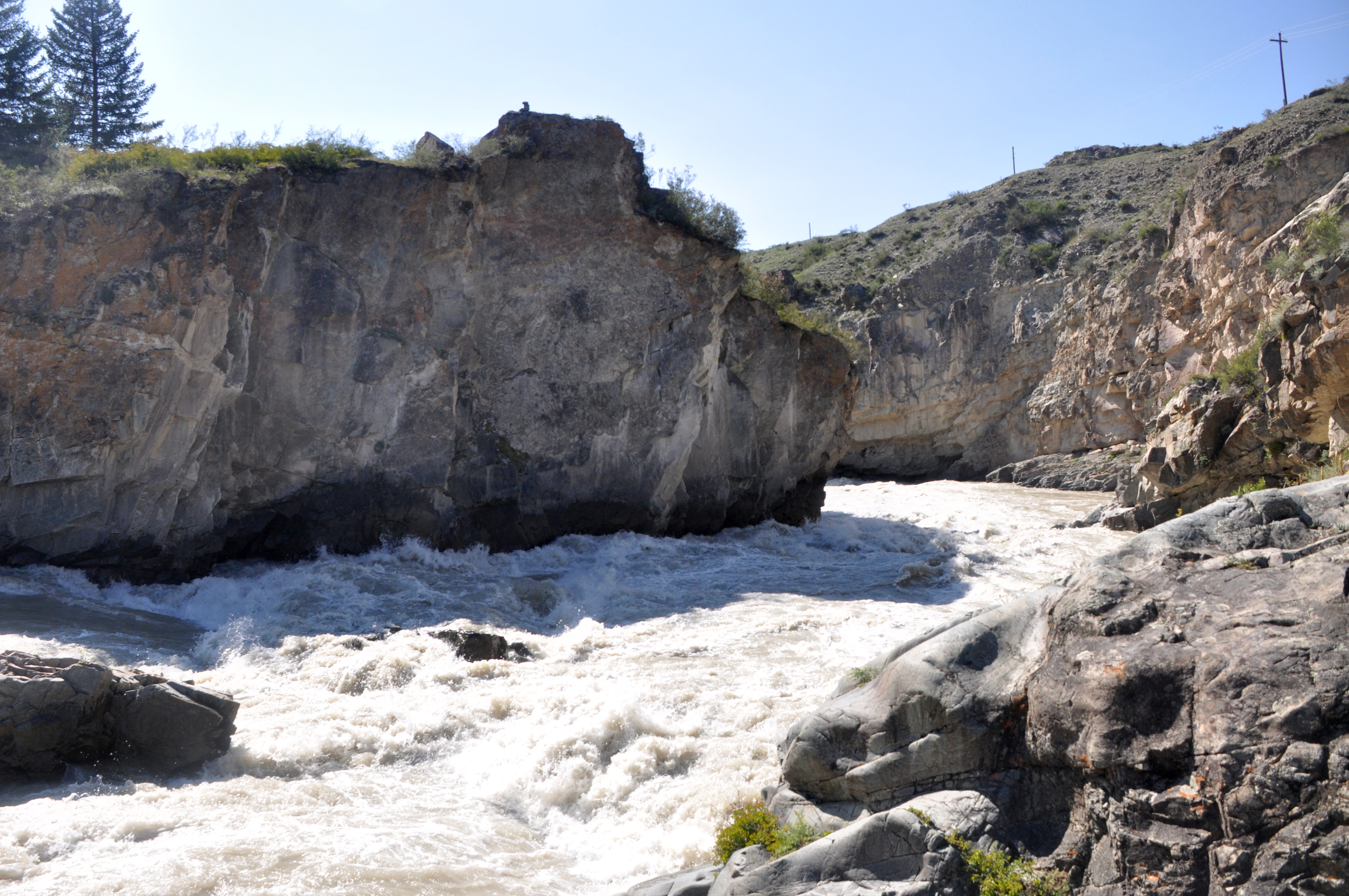
Порог Горизонт
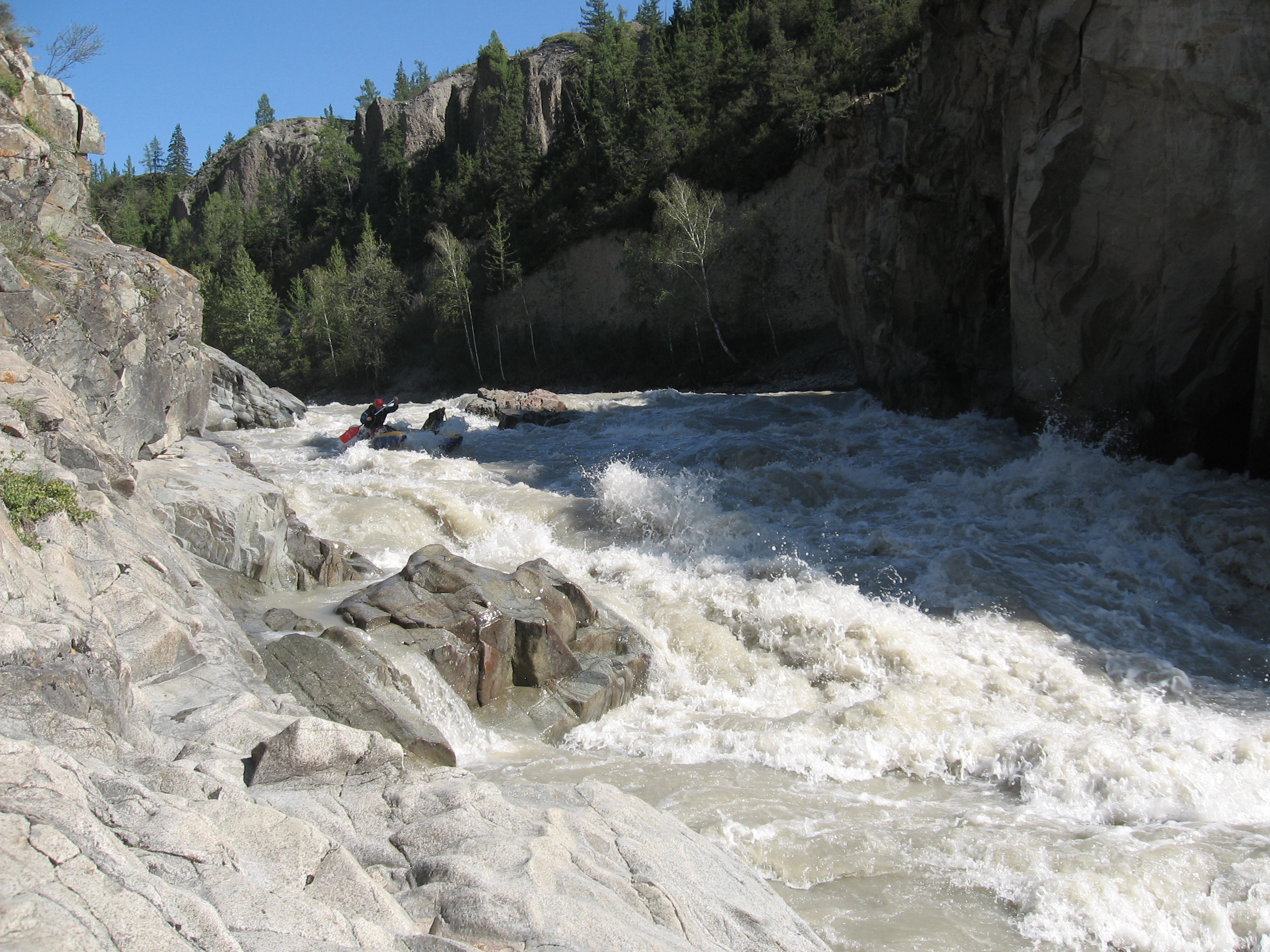
Прохождение Горизонта

## Использование
В 2011 году предполагалось строительство каскада из МГЭС общей мощностью 64,7 МВт.
МГЭС «Чибит» мощностью 24 МВт. Станция должна была находиться на 1-2 км выше с. Чибит (расстояние до Горно-Алтайска — 350 км). Предполагалось возведение каменно-земляной плотины высотой 47 м и деривационного канала по левобережному склону долины реки. Строительство станции было включено в инвестиционную программу ОАО «Русгидро» на 2011—2013 годы. Начало строительства — 2010 год, окончание — 2013. Инвестиции — 2687 млн рублей.

## Притоки
(км от устья)
- Малая Катанда (лв)
- 15 км: Апшиякта (лв)
- Катандой (лв)
- Иодрушка (пр)
- Большой Сас (лв)
- 32 км: Сырнах (лв)
- 34 км: Сатакулар (пр)
- 39 км: Саргальджук (лв)
- Мойналык (лв)
- 43 км: Тутугой (пр)
- Каракая (лв)
- Салганду Тутугой (лв)
- Дейлюгем (лв)
- Модорлу (лв)
- Черлах (пр)
- 56 км: Айгулак (пр)
- 58 км: Эстула (лв)
- 60 км: Ярбалык (пр)
- 68 км: Нижний Карасу (лв)
- 72 км: Бегельбаш (пр)
- 76 км: Сардыма (пр)
- 77 км: Чибитка (пр)
- Орой (лв)
- 94 км: Мажой (лв)
- 105 км: река без названия (пр)
- 115 км: Таджилу (пр)
- 122 км: Актуру (лв)
- 122 км: Кызылташ (пр)
- 125 км: Тюте (лв)
- 137 км: Балтырган (лв)
- Арыджан (лв)
- 147 км: Тыдтугем (пр)
- Сухой (пр)
- Сокпанды (пр)
- Балхаш (пр)
- 171 км: Чаганузун (лв)
- Тыдтуярык (пр)
- Янтерек (пр)
- 193 км: Елангаш (лв)
- 195 км: Кокузек (лв)
- 207 км: Тархата (лв)
- Табожок (пр)
- 217 км: Юстыт (лв)
- 217 км: Кызылшин (пр)

## Данные водного реестра
По данным государственного водного реестра России относится к Верхнеобскому бассейновому округу, водохозяйственный участок реки — Катунь, речной подбассейн реки — Бия и Катунь. Речной бассейн реки — (Верхняя) Обь до впадения Иртыша.

## Галерея

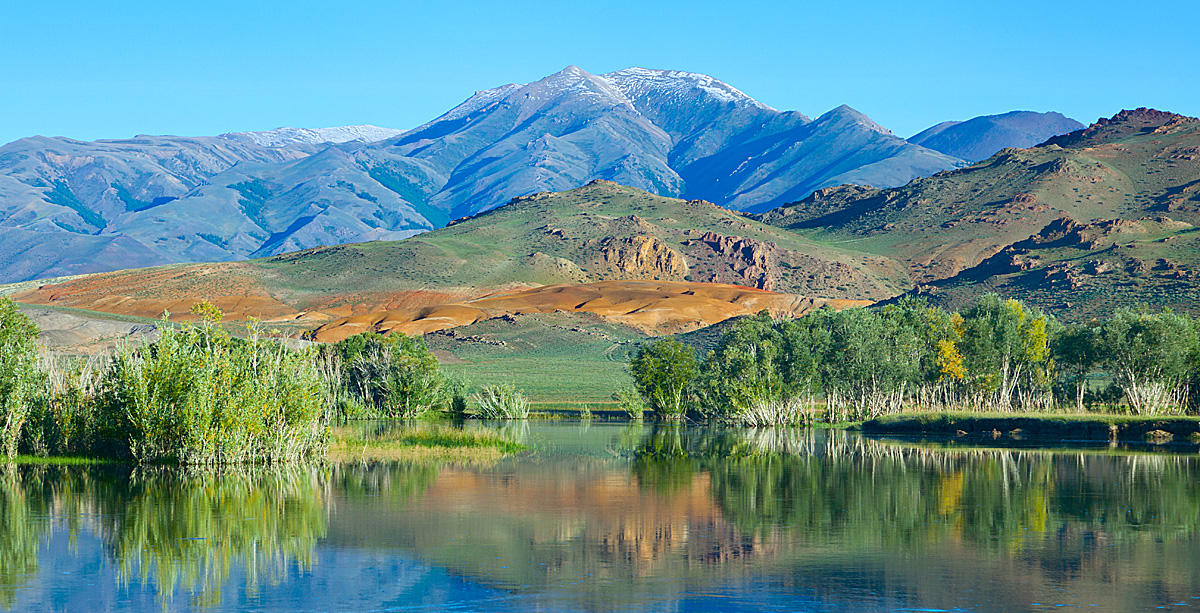
Гора Сукор и река Чуя
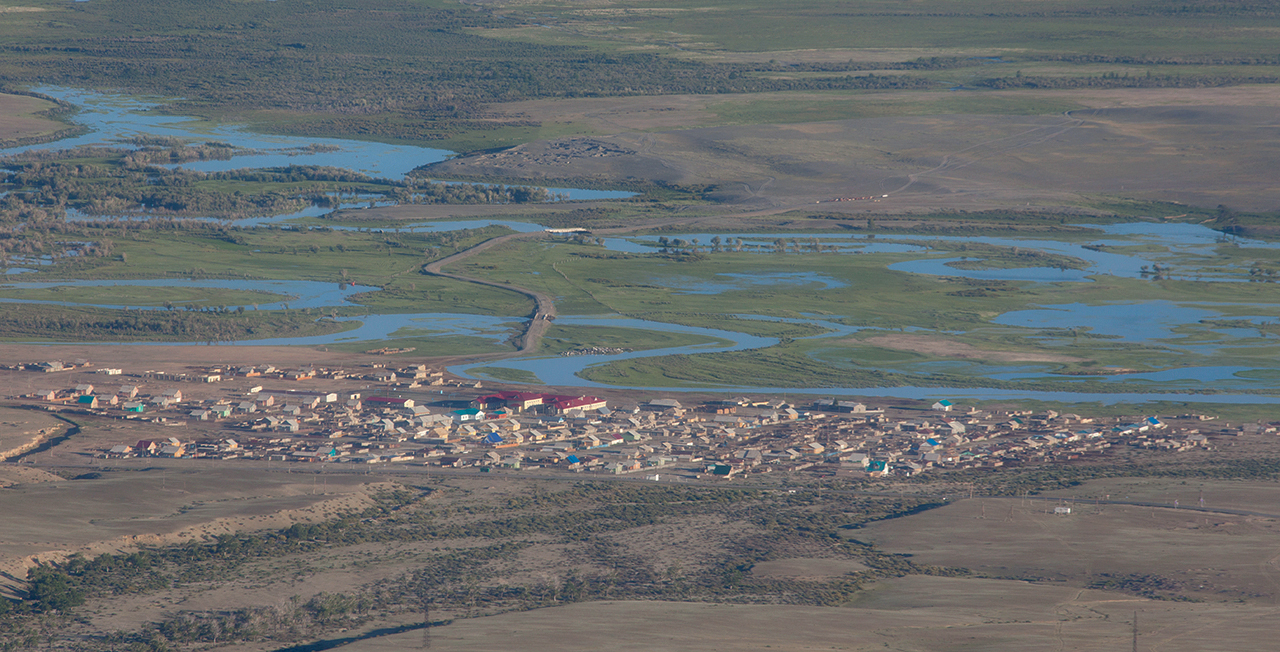
Село Ортолык
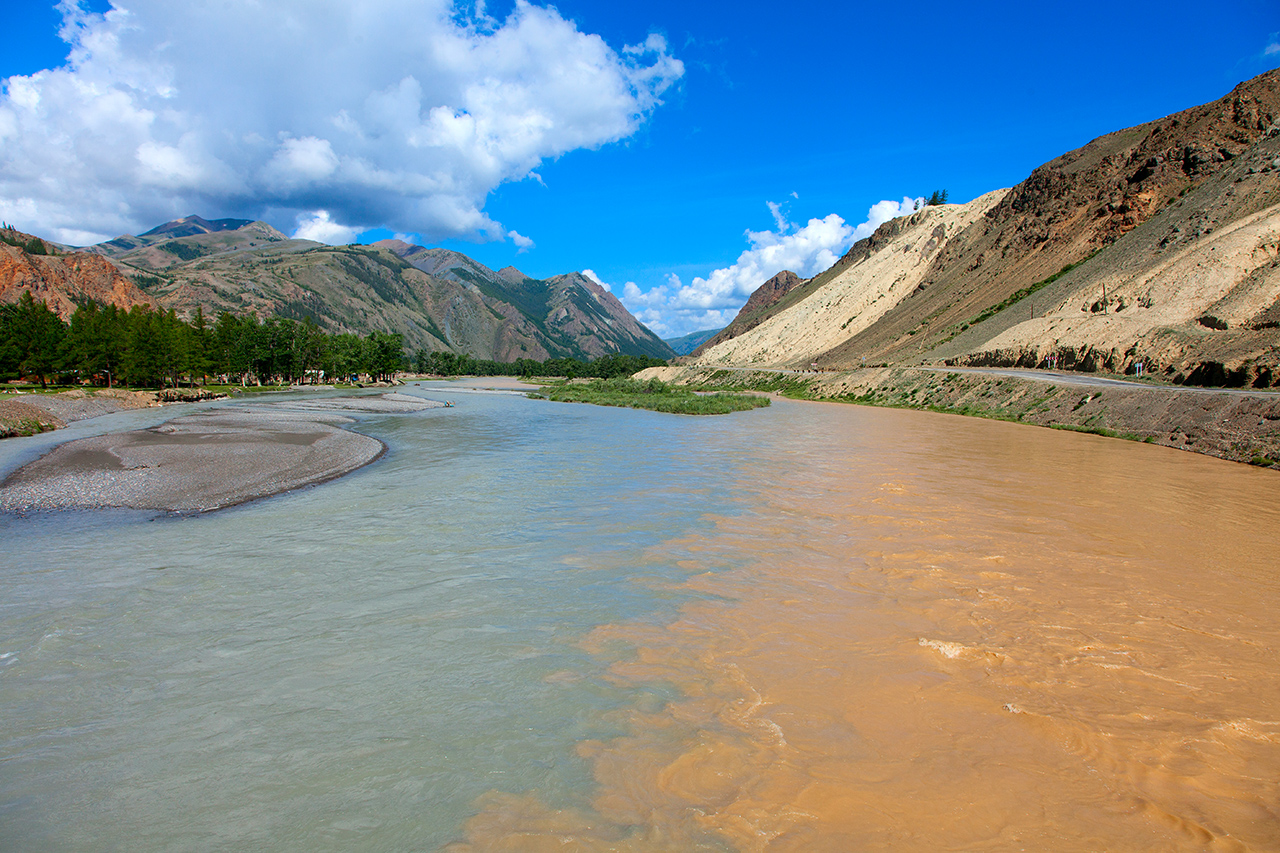
Слияние Чуи и Чаганузуна (слева)
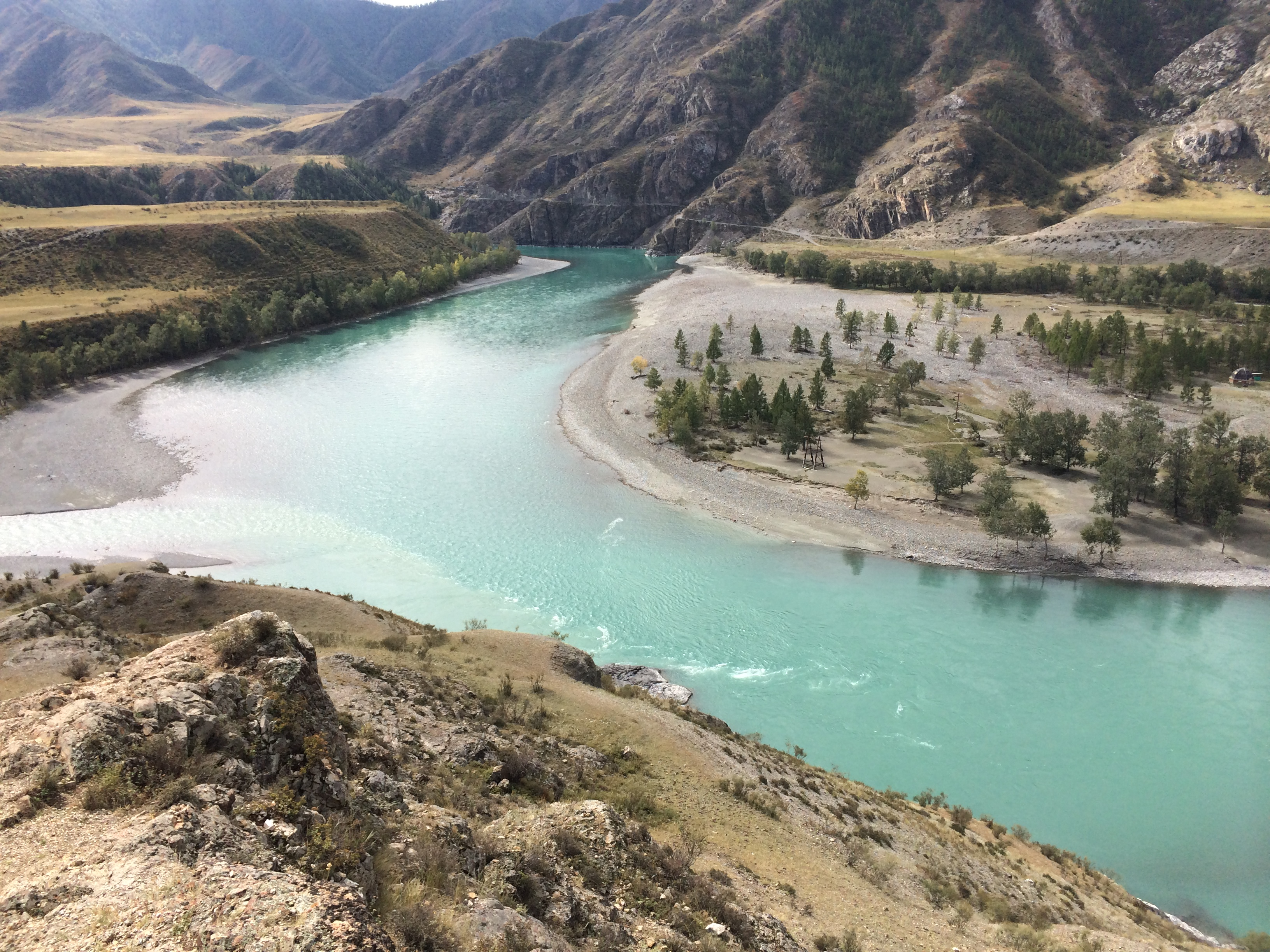
Чуй Оозы
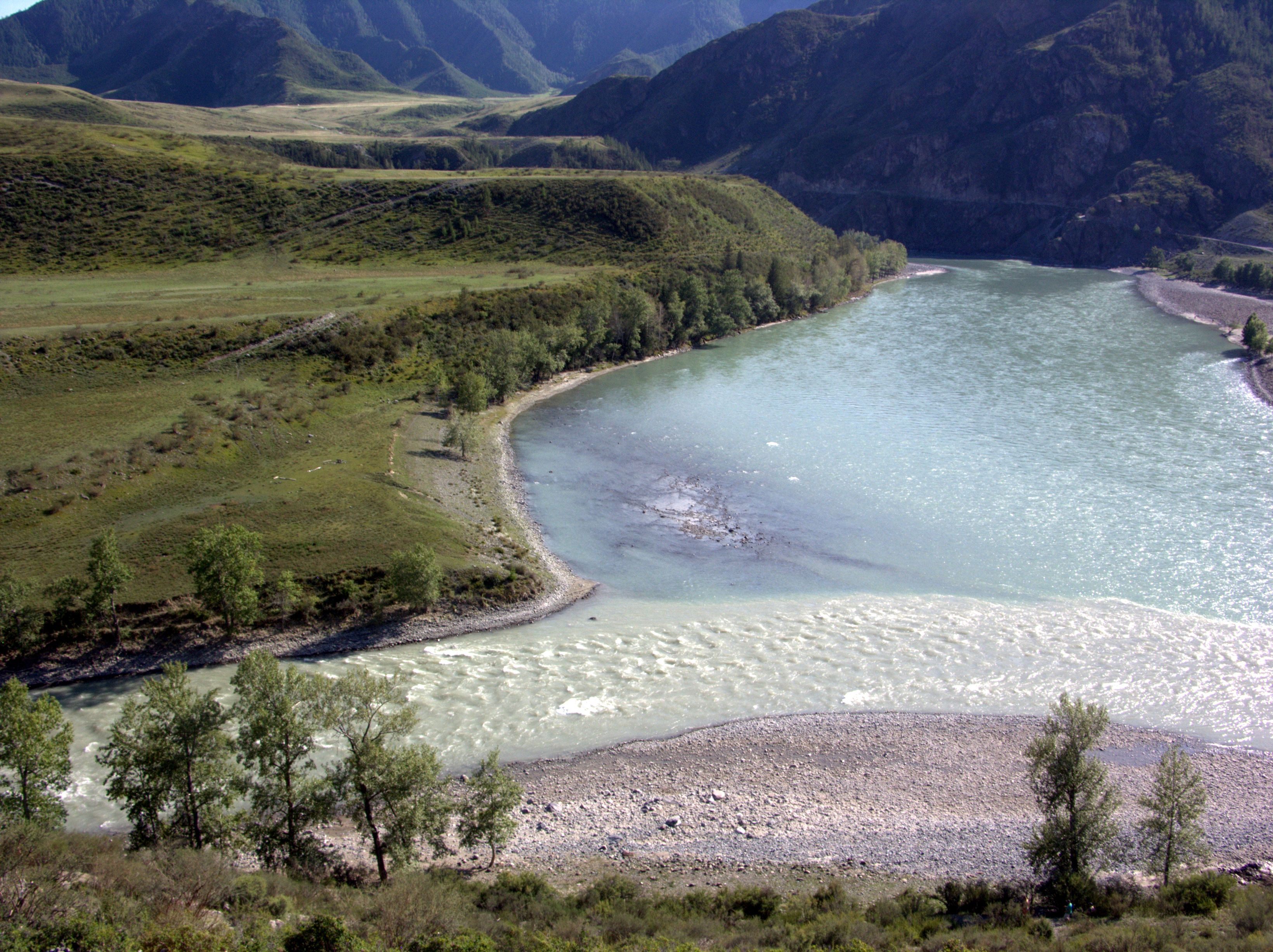
Слияние Чуи и Катуни.
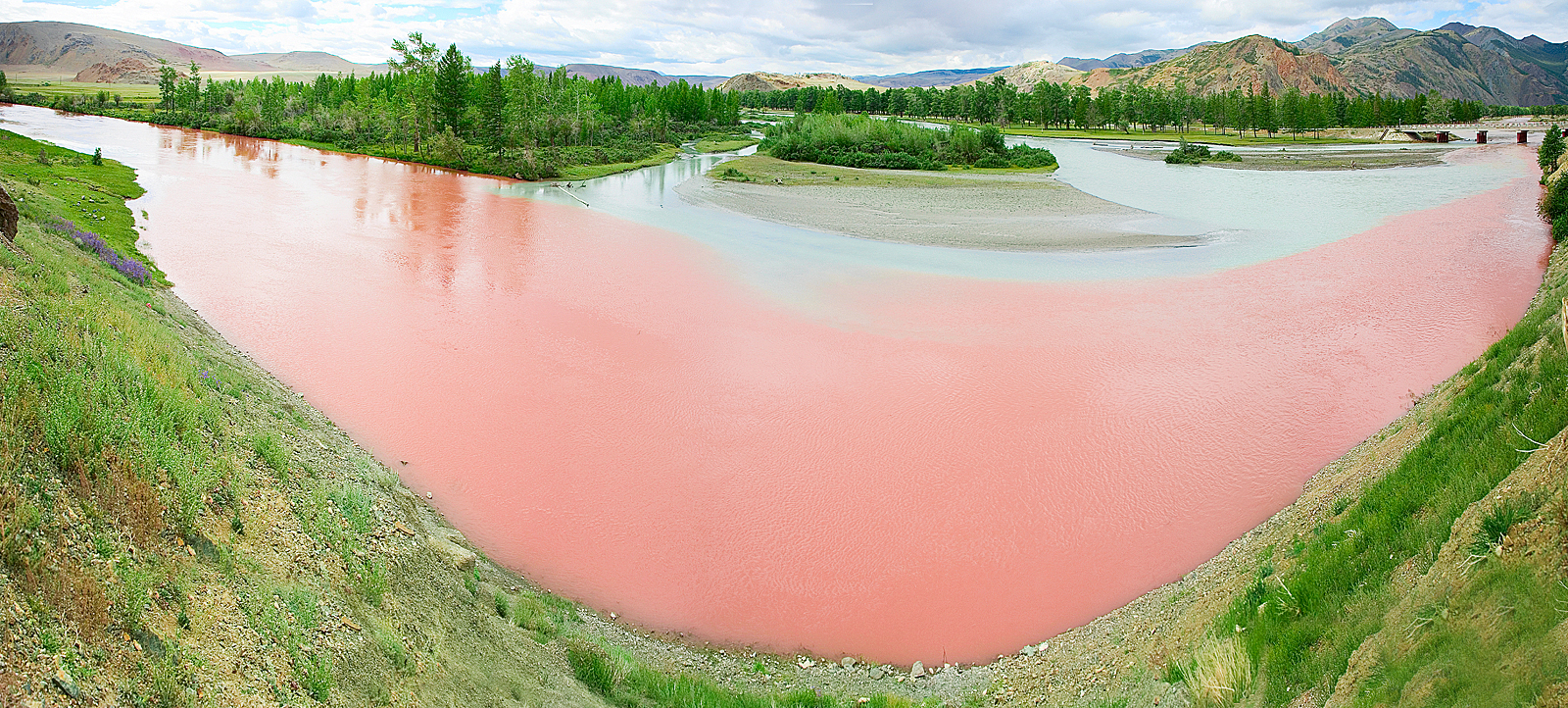
Устье реки Чаганузун
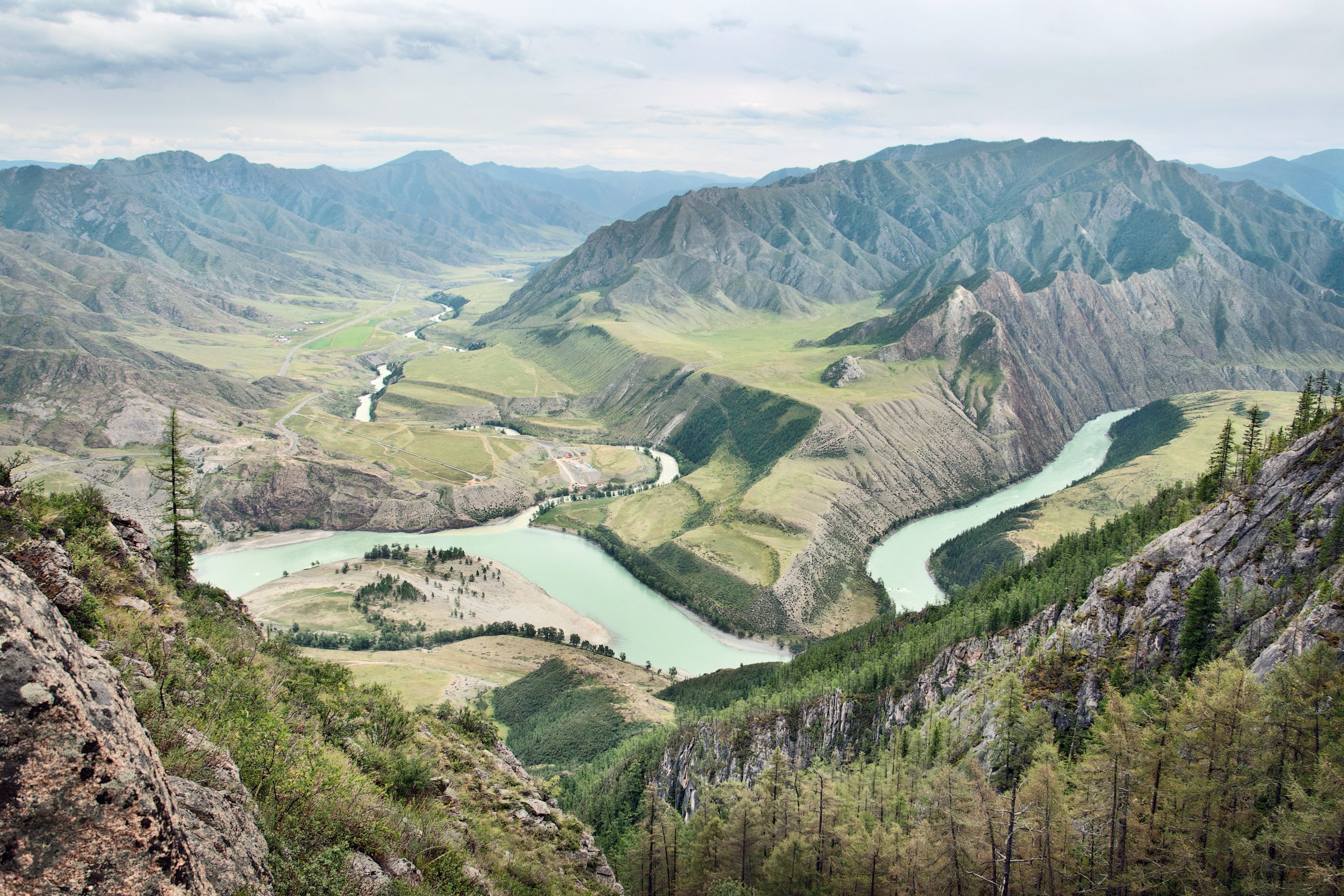
Слияние Катуни и Чуи